# Pardaliparus
Pardaliparus is een geslacht van zangvogels uit de familie Paridae (mezen). De wetenschappelijke naam van het geslacht is voor het eerst geldig gepubliceerd in 1884 door de Sélys Longchamps.

## Soorten
De volgende soorten zijn bij het geslacht ingedeeld:
- Pardaliparus amabilis – Palawanmees
- Pardaliparus elegans – Ornaatmees
- Pardaliparus venustulus – Prachtmees